# Ашагы-Авшар
Ашагы-Авшар (азерб. Aşağı Avşar) — село в Ашагы-Авшарском административно-территориальном округе Агджабединского района Азербайджана.

## Этимология
Название села происходит от слова «ашагы» с азерб. — «нижний» и топонима Авшар, название означает «Нижний Авшар» и обозначает географическое расположение населенного пункта по отношению к селу Авшар этого же района.

## История
С начала XX века здесь располагались пастбища крупного рогатого скота и прилежащие к ним бараки пастухов.
5 октября 1999 года, решением Президента Азербайджана Гейдара Алиева, из территории села Ходжавенд выделено новое, которому присвоено название Ашагы-Авшар. Также из состава Ходжавендского административно-территориального округа выделен новый, Ашагы-Авшарский.
В 1999 году в Азербайджане была проведена административная реформа и внутри Ашагы-Авшарского административно-территориального округа был учрежден Ашагы-Авшарский муниципалитет Агджабединского района.

## География
Ашагы Авшар расположен на берегу реки Каркарчай.
Село находится в 6 км от райцентра Агджабеди и в 280 км от Баку. Ближайшая железнодорожная станция — Агдам (действующая — Халадж).
Село находится на высоте 22 метров над уровнем моря.

## Население
| Численность населения | Численность населения |
| 1999                  | 2009                  |
| --------------------- | --------------------- |
| 1499                  | ↗1756                 |

Население преимущественно занимается хлопководством, скотоводством, овощеводством, выращиванием зерна и бахчевых культур.

## Климат
| Показатель                                             | Янв. | Фев. | Март | Апр. | Май  | Июнь | Июль | Авг. | Сен. | Окт. | Нояб. | Дек. | Год  |
| ------------------------------------------------------ | ---- | ---- | ---- | ---- | ---- | ---- | ---- | ---- | ---- | ---- | ----- | ---- | ---- |
| Средний суточный максимум, °C                          | 6,4  | 7,6  | 11,1 | 18,8 | 23,7 | 28,6 | 31,7 | 31,4 | 26,5 | 21,2 | 14,0  | 8,6  | 19,1 |
| Средняя температура, °C                                | 2,6  | 3,7  | 6,8  | 13,4 | 18,3 | 23,1 | 25,9 | 25,3 | 21,2 | 16,4 | 10,0  | 4,8  | 14,3 |
| Средний суточный минимум, °C                           | −1,2 | −0,1 | 2,6  | 8,1  | 12,9 | 17,6 | 20,2 | 19,2 | 16,0 | 11,6 | 6,0   | 1,0  | 9,5  |
| Норма осадков, мм                                      | 23   | 26   | 31   | 43   | 50   | 37   | 15   | 18   | 23   | 43   | 28    | 35   | 372  |
| Источник: http://en.climate-data.org/location/992259/6 |      |      |      |      |      |      |      |      |      |      |       |      |      |

Среднегодовая температура воздуха в селе составляет +14,3 °C. В селе полупустынный климат.

## Инфраструктура
В селе расположены неполная средняя школа и врачебный пункт.